# Jaap Wolterbeek
Jaap Wolterbeek (22. července 1943 – 2. dubna 2024) byl nizozemský fotograf a kameraman. Nejznámější byl jako novinářský fotograf pracující pro různá nizozemská média, mnoho fotografií také prodal i do zahraničí.

## Životopis
Wolterbeek se narodil v Hardinxveldu v roce 1943 a vyrostl ve Vlissingenu. Vystudoval AKV St . Joost v Bredě . V roce 1969 byl pověřen Ministerstvem kultury(nl) natočit krátký film Rijksweg A58 o dálnici A58, která byla kvůli mnoha tehdejším nehodám pojmenována jako smrtelná silnice. Film byl úspěšný na filmovém festivalu v Arnhemu v roce 1969 a v roce 1976 byl vysílán Nederlandse Omroep Stichting. Byl také kameramanem televizního programu Van Gewest tot Gewest(nl).
Stal se prvním novinářským fotografem Zeelandu. Wolterbeek je nejznámější jako novinářský fotograf, ale také pracoval pro společnosti. Pracoval jako novinářský fotograf mimo jiné pro De Telegraaf, Algemeen Dagblad a holandskou tiskovou agenturu Algemeen Nederlands Persbureau . Zúčastnil se mnoha významných událostí, včetně protestů proti jaderné elektrárně Borssele během 80. let a potopení lodi Herald of Free Enterprise v roce 1987. Prodal mnoho fotografií do zahraničí.
Wolterbeek byl ženatý a byl otcem. Trpěl rakovinou jícnu a později rakovinou jater. Jaap Wolterbeek zemřel v pečovatelském domě v Middelburgu dne 2. dubna 2024 ve věku 80 let.